# Bonani Dolok
Bonani Dolok is een bestuurslaag in het regentschap Tapanuli Utara van de provincie Noord-Sumatra, Indonesië. Bonani Dolok telt 579 inwoners (volkstelling 2010).